# M. Blaine Peterson
Morris Blaine Peterson, född 26 mars 1906 i Ogden i Utah, död 15 juli 1985 i Ogden i Utah, var en amerikansk demokratisk politiker. Han var ledamot av USA:s representanthus 1961–1963.
Peterson studerade vid Weber College och University of Utah. Därefter avlade han 1938 juristexamen vid Georgetown University. Han var verksam som advokat och som åklagare i Weber County. År 1961 efterträdde han Henry Aldous Dixon som kongressledamot och efterträddes 1963 av Laurence J. Burton.